# Ацетат иттербия(III)
Ацетат иттербия(III) — неорганическое соединение,
соль иттербия и уксусной кислоты с формулой Yb(CH3COO)3,
бесцветные кристаллы,
растворяется в воде,
образует кристаллогидраты.

## Физические свойства
Ацетат иттербия(III) образует бесцветные кристаллы.
Хорошо растворяется в воде.
Образует кристаллогидраты состава Yb(CH3COO)3•n H2O, где n = 1, 4 и 6.

## Применение
- Используется для получения спектрально чистого иттербия.